# Шутов, Евгений Ефимович
Евге́ний Ефи́мович Шу́тов (11 марта 1926, Полом, Вятская губерния — 28 ноября 1995, Москва) — советский актёр театра и кино, народный артист РСФСР (1980).

## Биография
Родился 11 марта 1926 года в селе Полом Белохолуницкого района Кировской области.
В 1947 году окончил драматическое отделение оперно-драматической студии им. К. С. Станиславского (курс М. Н. Кедрова) в Москве.
С 1947 года в труппе драматического театра им. К. С. Станиславского. В 1960 году перешёл в драматический театр им. А. С. Пушкина и одновременно, по договору, играл в спектаклях театра Сатиры. С 1963 года — актёр Театра-студии киноактёра.
В 1949 году женился на Альбине Сергеевне Батовой, сын Сергей  (1950-2009).
Жил в Москве на улице Черняховского, д. 5.

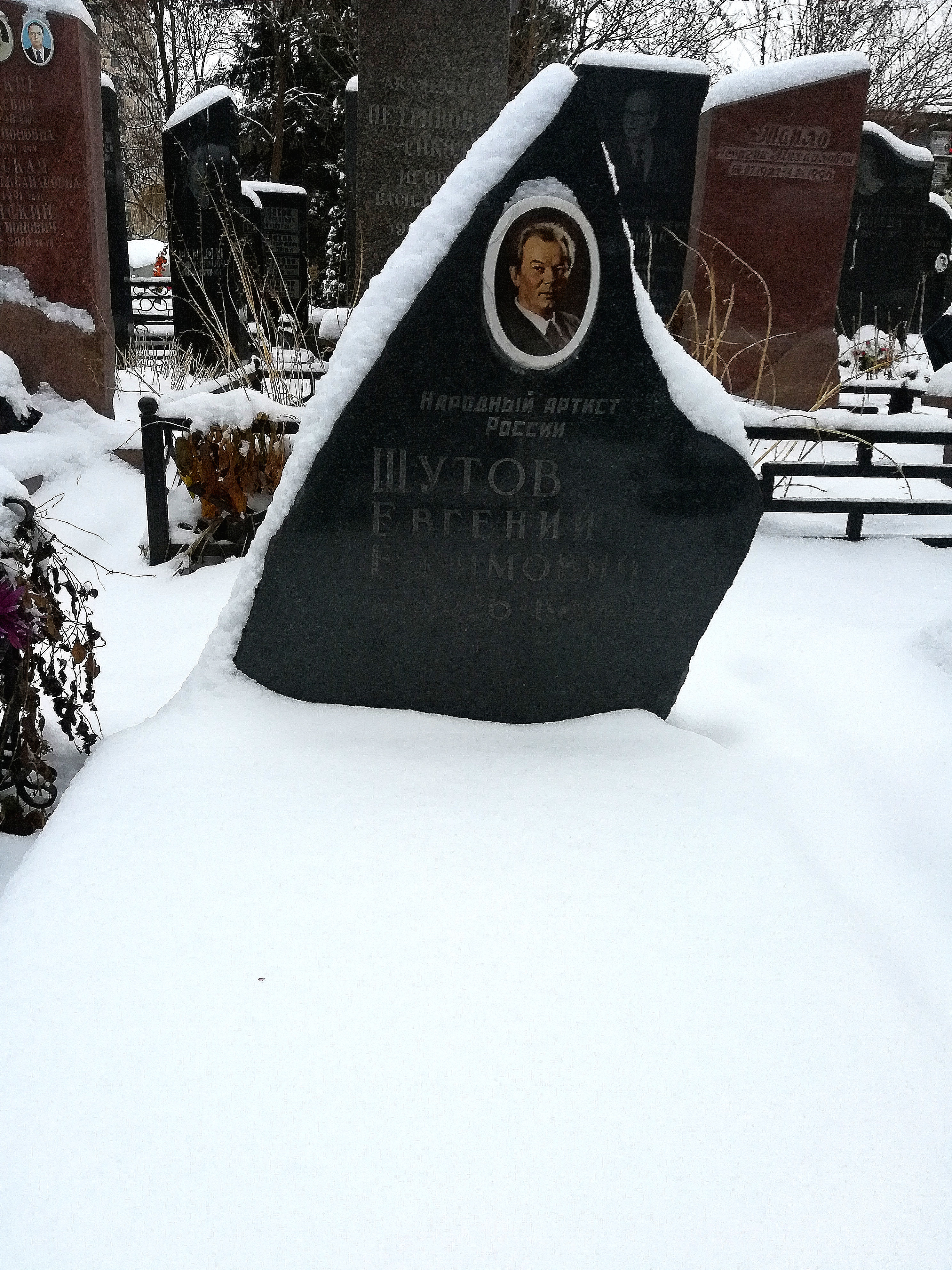
Могила на Донском кладбище

Ушёл из жизни 28 ноября 1995 года. Похоронен в Москве на Донском кладбище (уч. у общей могилы 3).

## Признание и награды
- Заслуженный артист РСФСР (28 марта 1974)
- Народный артист РСФСР (9 декабря 1980)

## Творчество

### Роли в театре
Московский театр им. Станиславского
- Гриша-гармонист и Фёдор Дымков («В тиши лесов»)
- Алёша («Две судьбы»)
- Поручик Родэ («Три сестры»)
- Никулин («Опасный путь»)

### Фильмография
1. 1948 — Повесть о настоящем человеке — баянист (нет в титрах)
2. 1950 — Донецкие шахтёры — шахтёр, играющий на баяне, (нет в титрах)
3. 1955 — Солдат Иван Бровкин — Аполлинарий Петрович Самохвалов, бухгалтер
4. 1955 — В один прекрасный день — Сашко Нехода
5. 1957 — Коммунист — Фёдор Фокин
6. 1958 — Иван Бровкин на целине — Аполлинарий Петрович Самохвалов, бухгалтер
7. 1958 — На дорогах войны — Прибытков
8. 1958 — По ту сторону — солдат
9. 1959 — Колыбельная — завхоз детдома, (нет в титрах)
10. 1959 — Люди на мосту — Андрей Филиппович Орлов, главный инженер строительства
11. 1960 — Повесть пламенных лет — разведчик
12. 1960 — Конец старой Берёзовки — Виктор Николаевич, управдом
13. 1961 — Две жизни — Иван Востриков, брат Семёна, раненый солдат, (нет в титрах)
14. 1961 — Казаки — Веленчук
15. 1961 — Любушка — Никита Лукич Лыков, крестьянин
16. 1961 — Алёнка — Толя, шофёр
17. 1962 — Большая дорога — солдат с рваными сапогами
18. 1962 — Хитрая механика — Пенкин
19. 1962 — Половодье — Артемов Матвей Владимирович, секретарь райкома
20. 1963 — Непридуманная история — пьяный на свадьбе
21. 1963 — Русский лес — Григорий, приятель Вихрова, 1 серия, (нет в титрах)
22. 1964 — Живые и мёртвые — милиционер
23. 1964 — Вызываем огонь на себя — Морозов, отец Ани
24. 1965 — Хоккеисты — Христофор Иванович Момчан, второй тренер хоккейной команды
25. 1965 — Одиночество — Андрей Андреевич
26. 1965 — Приезжайте на Байкал — Терентий Лукич Калач, председатель рыболовецкого колхоза
27. 1966 — В городе С. — кучер Пантелеймон
28. 1966 — По тонкому льду — медицинский эксперт Хоботов
29. 1966 — Формула радуги — директор спортбазы
30. 1966 — Берегись автомобиля — милиционер конвоя (нет в титрах)
31. 1967 — Дом и хозяин — Прохор, председатель колхоза
32. 1967 — Таинственная стена — водитель
33. 1967 — Скуки ради — Лука, станционный сторож
34. 1968 — Встречи на рассвете — Иванов, колхозный бригадир
35. 1968 — Журавушка — Зуля
36. 1968 — Карантин — сотрудник ВОХРа, (нет в титрах)
37. 1968 — По Руси — Яков
38. 1969 — Адъютант его превосходительства — Семён Красильников
39. 1969 — Про Клаву Иванову — Нефедыч, железнодорожник
40. 1969 — Сюжет для небольшого рассказа — отец Герасим в Мелихове
41. 1970 — Кремлёвские куранты — солдат
42. 1970 — Моя улица — Митька Скворец, Дмитрий Сергеевич Скворцов, отец Маши, литейщик
43. 1971 — Задачка (короткометражный) — отец Володи
44. 1971 — Возвращение катера (короткометражный) — Носов
45. 1971 — Вчера, сегодня и всегда — эпизод
46. 1971 — Нам некогда ждать — эпизод, (нет в титрах)
47. 1971 — Седьмое небо — посетитель с высотобоязнью
48. 1971 — Тени исчезают в полдень — Антип
49. 1972 — Освобождение — командир партизан (фильм 3) / солдат из батальона Неустроева, фотографирующийся на партбилет (фильм 5)
50. 1973 — Жизнь на грешной земле — Денис Макшеев
51. 1973 — И на Тихом океане... — прапорщик Иван Аристархович Обаб
52. 1974 — Ищу мою судьбу — Климентий
53. 1974 — Пламя — Орлов
54. 1974 — Фронт без флангов — Охрим Шмиль
55. 1975 — От зари до зари — Иваныч, гардеробщик в ресторане, ветеран войны
56. 1975 — Победитель — Арсанов Дмитрий Алексеевич, крестьянин из Ольховки, связной Спиридонова с «красными»
57. 1975 — Семья Ивановых — Игнат Голошубов
58. 1976 — Загадочный граф — Дорошенко, озвучка — Иван Рыжов
59. 1976 — Мама, я жив! — старшина, (нет в титрах)
60. 1976 — Трын-трава — председатель колхоза Жорж Жоржович
61. 1976 — Ты — мне, я — тебе — общественный инспектор Батурин
62. 1977 — Рождённая революцией — Александр Катин, следователь
63. 1977 — Фронт за линией фронта — Охрим Шмиль
64. 1978 — Обочина — Григорий Семёнович, плотник, дядя Лёньки
65. 1978 — Подпольный обком действует — эпизод, (нет в титрах)
66. 1979 — Крутое поле — Андрюшков
67. 1979 — На таёжных ветрах — Ветров Михаил
68. 1979 — Место встречи изменить нельзя — подполковник Сергей Ипатьевич Панков
69. 1980 — Чрезвычайные обстоятельства — Авилов, секретарь горкома
70. 1980 — Крах операции «Террор» — Сухарьков, арестованный расхититель социалистической собственности
71. 1981 — Вот такая музыка — Денис Трофимович Дитятин
72. 1981 — От зимы до зимы — Пётр Семёнович Воронков, сотрудник завода, однополчанин Косачева
73. 1981 — Отставной козы барабанщик — Антон Михайлович, участковый милиционер
74. 1983 — Нежданно-негаданно — управдом
75. 1983 — Водитель автобуса — Трофим
76. 1984 — Лучшая дорога нашей жизни — Фёдор Алексеевич Кузнецов
77. 1984 — Принять-проводить (короткометражный)
78. 1984 — Нам не дано предугадать — Самсонов
79. 1985 — С юбилеем подождём — Сергей Евдокимович Трофимчук
80. 1985 — Право любить
81. 1985 — Мужские тревоги — Иван Сергеевич Гудков, свёкор Надежды
82. 1986 — Железное поле — Григорий Ворожун, фронтовой друг Бобылева
83. 1986 — Зина-Зинуля — Сергей Сергеевич
84. 1987 — Байка — Иван Сергеевич, председатель
85. 1987 — Возвращение — Артём Иванович Калашников, секретарь парткома
86. 1990 — Война на западном направлении
87. 1990 — Живодёр — Юрий Михайлович
88. 1990 — Комитет Аркадия Фомича — Аркадий Фомич
89. 1991 — Царь Иван Грозный — Михеич
90. 1994 — Скорость падения — русский министр

### Озвучивание
1. 1960 — Приключения учительницы
2. 1963 — Контрабас | Contrebasse, La (Франция, короткометражный) — читает текст от автора
3. 1964 — Похититель персиков
4. 1964 — Цвета борьбы | Battle Colours | Barwy walki (Польша) — Франт (роль Войцеха Семиона)
5. 1964 — Человек и цепи — Базилио (роль Садыха Гусейнова)
6. 1965 — Непокоренный батальон
7. 1966 — Эдгар и Кристина | Purva bridjs
8. 1968 — Времена землемеров | Mērnieku laiki — Грабовский (старший землемер) (нет в титрах)
9. 1969 — Свет в наших окнах — дядя Иван (роль Ильи Бакакури)(в титрах указано, что дублирует роль Р.Кикнадзе)
10. 1969 — Симпатичный господин Р
11. 1970 — Мужское лето | Vyrų vasara
12. 1971 — Тепло твоих рук
13. 1972 — Озорные братья | Джапбаки — бедняк (роль Сарры Каррыева)
14. 1972 — Горячий снег — Чибисов (роль Михаила Стрелкова)
15. 1972 — Белые камни (киноальманах) — клоун (роль Гурама Николайшвили)
16. 1973 — Хаос | Քաոս — Зардарян (играет Вагинак Маргуни)
17. 1973 — Калина красная — отец Нины
18. 1974 — Опасные игры | Ohtlikud mängud — штурмбанфюрер СС (роль Арнольда Сиккеля)
19. 1974 — Вычисленное счастье | Joachim, Put It in the Machine | Jáchyme, hod ho do stroje! (Чехословакия)
20. 1976 — Настоящий тбилисец и другие | Gaseirneba Tbilisshi
21. 1981 — Распахните окна — Коциа (роль Григола Талаквадзе)

### Озвучивание мультфильмов
1. 1969 — Дед Мороз и лето — Дед Мороз / медведь
2. 1970 — Это дело не моё